# قبرستان گبرهای هرابرجان
قبرستان گبرهای روستای هرابرجان یک مکان تاریخی و یکی از جاذبه‌های طبیعی این روستا در ۵ کیلومتری غرب آن و بین دو مادرچاه قنات امیر هرابرجان و قنات کهنسرد هرابرجان قرار دارد. فاصله آن تا مادرچاه قنات امیر حدود ۲٫۹۹ کیلومتر و تا مادرچاه قنات کهنسرد هرابرجان حدود ۸۵۰ متر است. این محل باستانی در منطقه تل زرد هرابرجان واقع شده و به گفته باستان‌شناسان و مقامات میراث فرهنگی قدمت آن تا ۵۰۰۰ سال تخمین زده می‌شود.
این گورهای سنگی به صورت گرد یا بیضی ساخته شده‌اند و محلی برای دفن اموات در دوره باستان بوده‌اند. گفته می‌شود که مرده در ابتدا به صورت جنینی و با دست و پای جمع در این محل‌ها قرار داده می‌شده و سپس در حالی که سر او به سمت شرق بوده روی زمین یا روی قرار می‌گرفته و سپس دور او سنگچین می‌گذاشته‌اند. ارتفاع این گروهای سنگی از نیم متر تا ۲ متر متغیر است.
وجود این گورهای سنگی قدمت یکجانشینی در روستای هرابرجان را تا دوران باستان به عقب می‌برد.